# 松平頼誠
松平 頼誠（まつだいら よりのぶ）は、江戸時代後期の大名。陸奥国守山藩5代藩主。水戸支流頼元系松平家6代。官位は従四位下・大学頭。

## 略歴
守山藩4代藩主・松平頼慎の長男として誕生。
天保元年（1830年）、父の死により家督を相続した。藩財政の悪化により、豪農・豪商から4500両の借入を行った結果、更に財政が逼迫し、農民からの収奪が強まった。それに対する減免要求や、助郷反対、不正をした村役人の解任要求など、頼誠の在任中は領民による騒動が頻発した。文久2年（1862年）死去し、三男・頼升が跡を継いだ。

## 系譜
- 正室：苞姫 - 徳川治紀娘
- 継室：信 - 松平頼説娘
  - 長男：頼茂
  - 次男：頼音
  - 三男：頼升
  - 長女：銛姫
  - 次女：祐
- 生母不明の子女
  - 四男：頼彬
  - 五男：頼邑